# Blethisa
Blethisa es un género de coleópteros adéfagos de la familia Carabidae. 

## Especies
Relación de especies:
- Blethisa catenaria Brown, 1944
- Blethisa eschscholtzii Zoubkoff, 1829
- Blethisa inexpectata Goulet & Smetana, 1983
- Blethisa julii LeConte, 1863
- Blethisa multipunctata Linnaeus, 1758
- Blethisa oregonensis LeConte, 1853
- Blethisa quardicollis Haldeman, 1847
- Blethisa tuberculata Motschulsky, 1844